# Ashley Booth
Ashley Booth (22 oktober 1937 – 23 maart 2014) was een Schots voetballer. Hij speelde 36 wedstrijden voor St. Johnstone in de periode tussen 1962 en 1965.
Booth speelde ook voor East Fife. 
Booth overleed in 2014 op 76-jarige leeftijd, na een lang ziekbed.

## Erelijst met St Johnstone FC
- Scottish Second Division (1×) 1962-63